# Anonychomyrma sellata
Anonychomyrma sellata is een mierensoort uit de onderfamilie van de Dolichoderinae. De wetenschappelijke naam van de soort is voor het eerst geldig gepubliceerd in 1911 door Stitz.